# 维莱法莱
维莱法莱（法語：Villers-Farlay，法語發音：[vilɛʁ faʁlɛ]）是法国汝拉省的一个市镇，位于该省东北部，属于多勒区。

## 地理
维莱法莱（46°59'55"N, 5°44'59"E）面积10.04 平方千米，位于法国勃艮第-弗朗什-孔泰大區汝拉省，该省份为法国东部内陆省份，北起上索恩省，西北接科多尔省，西临索恩-卢瓦尔省，南至安省，东与杜省和瑞士接壤。
与维莱法莱接壤的市镇（或旧市镇、城区）包括：卢河畔希塞、阿尔克和瑟南、克拉芒、埃克勒、穆沙尔、阿瓦勒新城。
维莱法莱的时区为UTC+01:00、UTC+02:00（夏令时）。

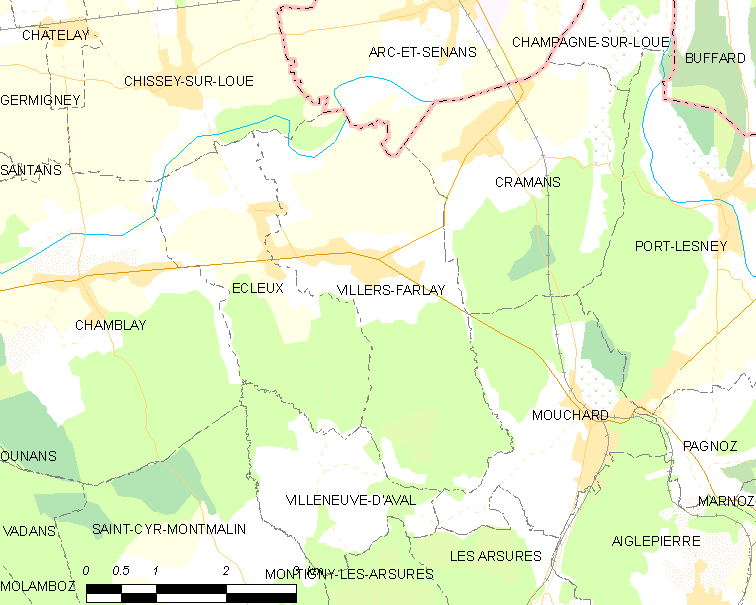
维莱法莱的OSM定位图

## 行政
维莱法莱的邮政编码为39600，INSEE市镇编码为39569。

## 政治
维莱法莱所属的省级选区为蒙苏沃德雷县。

## 交通
汝拉省省道D14线、D32线、D93线和D472线在境内交汇。

## 人口

1962-2008年间维莱法莱人口变化图示

维莱法莱于2022年1月1日时的人口数量为649人。